# ODESSA (organizzazione)
ODESSA (acronimo tedesco di Organisation Der Ehemaligen SS-Angehörigen, "Organizzazione degli ex membri delle SS") fu una rete di ex gerarchi e criminali nazisti fuggitivi, organizzata verso la fine della seconda guerra mondiale da un gruppo di ex ufficiali delle SS con la collaborazione e l'aiuto di alcuni soggetti nel Vaticano per consentire la fuga dei gerarchi nazisti in America Latina, principalmente in Cile e Perù.
Il concetto di una struttura organica e unitaria dedita al salvataggio e alla copertura di SS e criminali nazisti denominata ODESSA diviene noto nel 1972, grazie al grande successo del romanzo thriller Dossier Odessa, scritto dal celebre scrittore di spionaggio Frederick Forsyth (avvalendosi anche della consulenza di Simon Wiesenthal), poi portato sul grande schermo da Ronald Neame col film omonimo del 1974.
Su ODESSA sussistono controversie essendo gli autori divisi circa l'esistenza di un'unica struttura e sui suoi organizzatori, nel complesso quadro generale dei numerosi e diversificati canali di fuga e copertura di cui si avvalsero criminali nazisti per sfuggire alla giustizia nel dopoguerra, e per il loro coinvolgimento nelle attività di vari servizi di sicurezza e servizi segreti durante la guerra fredda.

## Nascita e struttura di ODESSA
Secondo alcune ricostruzioni, la nascita di Odessa va fatta risalire ad un momento anteriore alla fine della guerra: il 10 agosto 1944, alla Maison Rouge di Strasburgo, settantasette nazisti che non si facevano alcuna illusione su quello che sarebbe stato l'esito finale della guerra si riunivano per organizzare la loro salvezza. Pare fossero lì presenti i portavoce dei più alti gerarchi, quali Martin Bormann, Albert Speer ed i più importanti industriali e banchieri tedeschi. I primi miravano solo a fuggire, i secondi a conservare gli immensi guadagni accumulati con le forniture belliche allo Stato tedesco. Nel migliore dei casi, infatti, gli uomini delle SS sarebbero stati condannati a morte dai vincitori e gli imprenditori espropriati di tutti i loro averi. I due gruppi trovarono un accordo reciprocamente vantaggioso. Gli imprenditori avrebbero finanziato la fuga dei gerarchi, i quali avrebbero custodito e gestito tutti i capitali trasferiti all'estero; i gerarchi avrebbero cioè permesso la fuoriuscita di capitali tedeschi in Paesi amici e in cambio gli industriali li avrebbero "ringraziati" nominandoli dirigenti tecnici delle ditte trapiantate all'estero.
A seguito dell'incontro di Strasburgo cospicue somme di denaro vennero subito trasferite in banche di paesi neutrali: Svizzera, Spagna, Turchia e, soprattutto, Argentina e Paraguay. Grazie ai capitali tedeschi vennero create di lì a poco numerose società commerciali: secondo un rapporto del Dipartimento del Tesoro degli Stati Uniti risalente al 1946 furono nel complesso 750 le imprese finanziate dagli industriali nazisti: 112 in Spagna, 58 in Portogallo, 35 in Turchia, 214 in Svizzera, 98 in Argentina e 233 in varie altre nazioni.
Grazie all'esperienza maturata nel corso della guerra da ufficiali dell'RSHA, in un lasso di tempo relativamente breve l'ODESSA riuscì, inoltre, a mettere in piedi un complesso sistema di corrieri, che riuscì a far fuggire clandestinamente dalla Germania gli uomini delle SS. Alcuni riuscirono persino a procurarsi un lavoro come autisti dei camion dell'esercito americano sull'autostrada Monaco-Salisburgo, nascondendo i fuggitivi sul retro dei veicoli per farli passare oltre il confine austriaco. Ogni 50 km era stanziata una Anlaufstelle ("Centro di ricezione") di ODESSA, gestito da non più di cinque persone, che erano a conoscenza soltanto delle due Anlaufstellen che precedevano e seguivano la propria lungo il percorso. Molti uomini delle SS terminavano il loro viaggio a Bregenz o a Lindau, due località sul lago di Costanza, da dove passavano in Svizzera e infine salivano su voli aerei civili diretti in Medio Oriente o in Sudamerica.
ODESSA percorreva anche la cosiddetta Via dei Monasteri (detta anche ratline o Rattenlinien, ovvero la via dei ratti), che si snodava tra l'Austria e l'Italia, così chiamata per il fatto che i fuggiaschi riparavano nei luoghi di culto, memori di una tradizione medievale per cui tali luoghi erano inviolabili e quindi sicuri per definizione. Inoltre l'organizzazione manteneva importanti contatti con il personale delle ambasciate di Spagna, Egitto, Siria e di numerosi Paesi sudamericani.
Secondo Simon Wiesenthal la formazione di “comitati di soccorso” per l'assistenza ai criminali detenuti ebbe una parte rilevante nella genesi dell'organizzazione ODESSA. Sotto la copertura degli aiuti umanitari questi comitati raccoglievano fondi, stabilivano contatti tra vecchi camerati e contrabbandavano lettere. La via di fuga principale attraversava la Svizzera e poi l'Italia. Ad aiutare i gerarchi in fuga, secondo Wiesenthal, sarebbero stati alcuni prelati della Chiesa cattolica, in particolare i francescani, che nascondevano i fuggiaschi da un monastero all'altro. Wiesenthal ritiene che tale aiuto sia stato dato fraintendendo il concetto di carità cristiana.
Ricercati come Heinrich Müller, capo della Gestapo, e molti altri criminali di guerra probabilmente utilizzarono ODESSA per scomparire; altri nazisti come Adolf Eichmann, Josef Mengele, Erich Priebke, Klaus Barbie, Aribert Heim, trovarono rifugio in America Latina, essenzialmente in Paesi senza estradizione e poterono essere smascherati e assicurati alla giustizia solo dopo molti anni. Tra questi, Eichmann, largamente responsabile della logistica della "soluzione finale", che fu scoperto e rapito dal Mossad in Argentina per essere tradotto in Israele, giudicato e conseguentemente giustiziato per i suoi crimini. Erich Priebke invece fu ritrovato da un giornalista americano che lo intervistò; a seguito di questa intervista fu catturato, processato e condannato dalla giustizia italiana.
Uno dei principali organizzatori di ODESSA fu l'SS-Obersturmbannführer Franz Roestel, che aveva combattuto nella divisione "Frundsberg" delle Waffen-SS; mentre altri ritengono che l'SS-Obersturmbannführer Otto Skorzeny e l'SS-Sturmbannführer Alfred Naujocks siano stati attivi nell'organizzazione e in particolare Skorzeny fosse il direttore della struttura. Uki Goñi, nel suo libro The Real Odessa: Smuggling the Nazis to Perón's Argentina, suggerisce che il Vaticano abbia avuto un ruolo attivo nella copertura dei gerarchi nazisti in fuga. Analoga ricostruzione fanno Daniel Jonah Goldhagen, e Michael Phayer. Il giornalista tedesco Guido Knopp avanza l'ipotesi che ODESSA sia più un mito che una reale organizzazione strutturata e che in realtà le vie di fuga furono molteplici.

## Cinematografia
- Dossier Odessa, regia di Ronald Neame (1974)[19]
- Il maratoneta, regia di John Schlesinger (1976)

## Letteratura
- I nazisti della porta accanto. Come l'America divenne un porto sicuro per gli uomini di Hitler (2014) di Eric Lichtblau